# 10.º Regimiento de Artillería de la Luftwaffe
El 10.º Regimiento de Artillería de la Luftwaffe (10. Luftwaffen-Artillerie-Regiment) fue una unidad de la Luftwaffe durante la Segunda Guerra Mundial. 

## Historia
El regimiento fue formado en octubre de 1942. El 1 de noviembre de 1943 pasó a estar bajo el control total del Heer y fue renombrado como el 10.º Regimiento de Artillería (L), excepto el IV Batallón, que se convirtió en el II Batallón / 32.º Regimiento Antiaéreo.

## Comandantes
- Coronel Ludwig Meyer - (febrero de 1943 - noviembre de 1943)

## Orden de Batalla
Organización:
- I Batallón 1-4
- II Batallón 5-8
- III Batallón 9-11
- IV Batallón 12-15; 1-4 Columna Ligera de Transporte